# Auffay
Auffay foi uma comuna francesa na região administrativa da Normandia, no departamento de Sena Marítimo. Estendia-se por uma área de 11,31 km². Em 2010 a comuna tinha 2 567 habitantes (densidade: 227 hab./km²).
Em 1 de janeiro de 2019, passou a formar parte da nova comuna de Val-de-Scie.